# هارولد هينينج
هارولد هينينج (بالإنجليزية: Harold Henning)‏ هو لاعب غولف ومؤلف جنوب أفريقي، ولد في 3 أكتوبر 1934 في جوهانسبرغ في جنوب أفريقيا، وتوفي في 2004 بسبب سرطان البنكرياس.

## وصلات خارجية
- هارولد هينينج على موقع رابطة لاعبي الغولف المحترفين (الإنجليزية)
- هارولد هينينج على موقع رابطة أوروبا للاعبي الغولف المحترفين (الإنجليزية)